# 走る

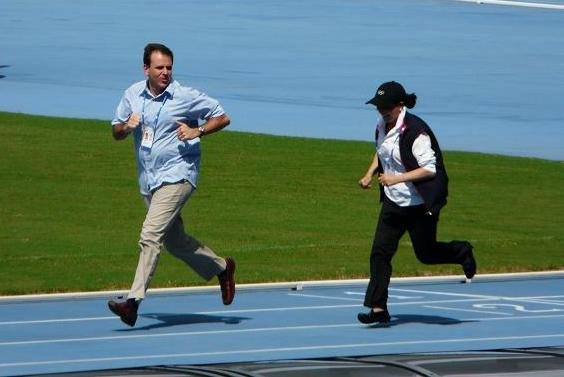
走る人々

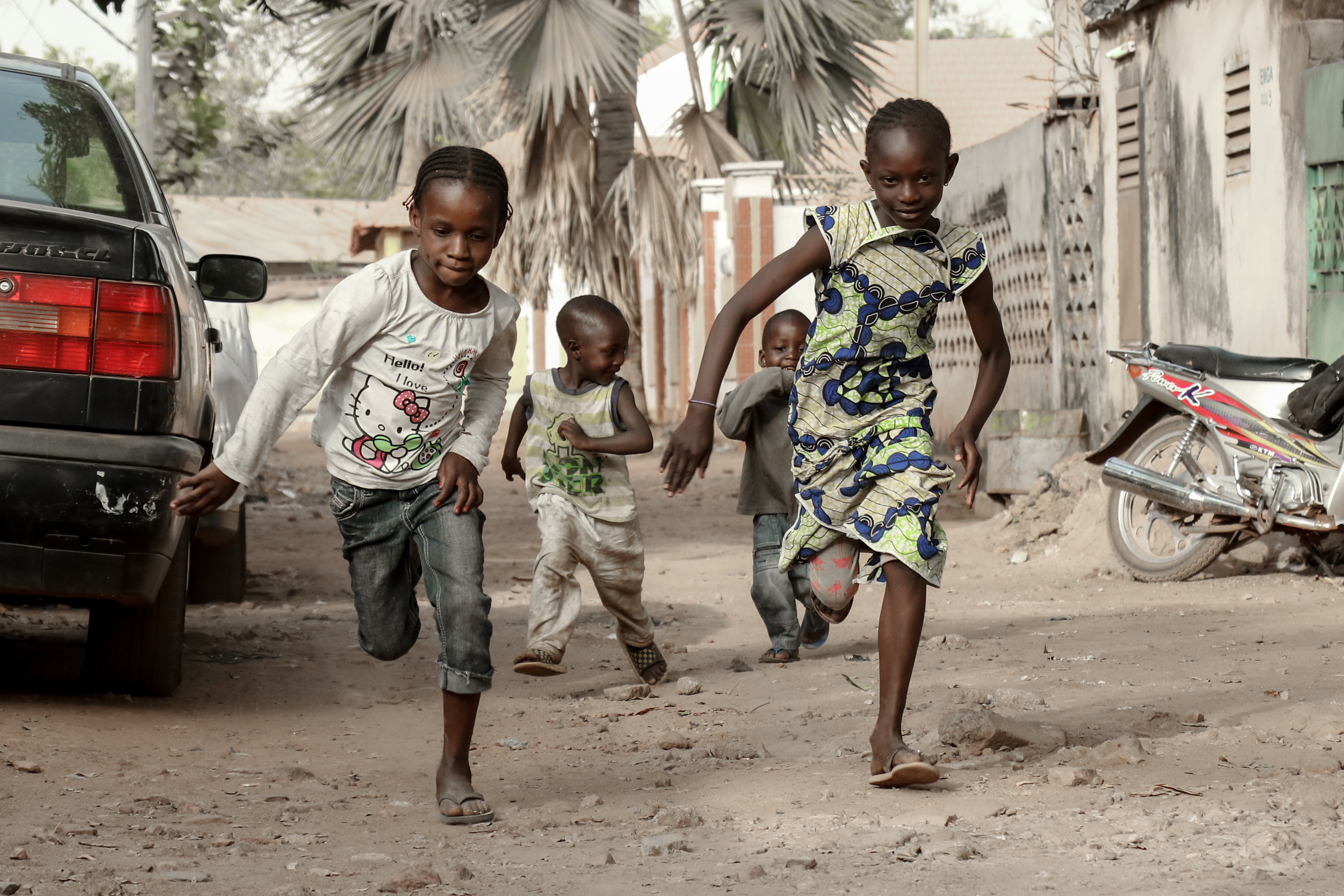
走る子供たち

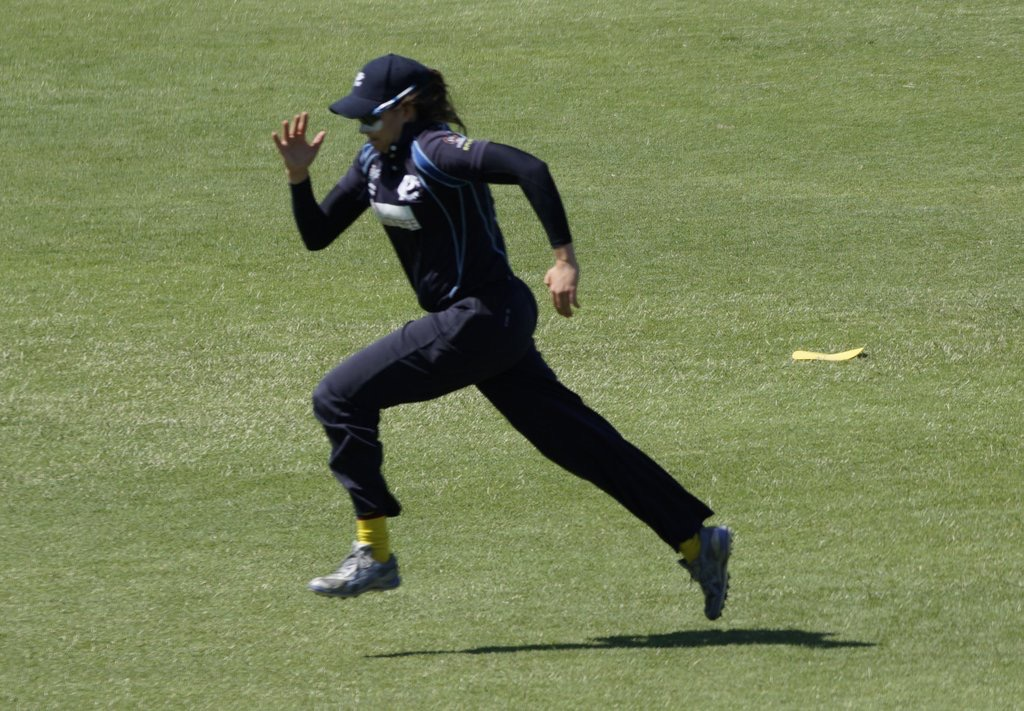
走りのトレーニングをするアスリート

走る（はしる、奔る、趨る）とは、足（脚）をすばやく動かして前に移動すること。人間は二足歩行をするとき、左右の足で交互に地面を（斜め後ろ方向へ）蹴ることで前方への推進力を得るが、両足が同時に地面に接する瞬間が無いような移動のしかたを「走る」と言う。あるいは両足が同時に地面から離れる瞬間がある方法のほうを「走る」と言い、常にどちらかの足が地面についているように脚を交互に動かす移動方法のほうは歩くという（そして「歩く」のほうは、しばしば両足が同時についている瞬間もある移動法となっている）。
本記事ではまず人間の場合の「走る」について解説し、次いで哺乳動物（四足動物）の場合の「走る」についても解説する。

## 人間の「走る」
運動学的には、遊脚期が立脚期よりも長い移動方法であると言える。
もう一つは、位置エネルギーと脚のバネエネルギーの交換による移動とも定義されている（その意味ではゾウの「速歩」はある意味では「走る」ともとらえられる。）
なお「スキップ」も「走る」同様に両足が同時に地面から離れる瞬間があるが、「右、右、左、左、右、右、…」というように、同じ足で複数回蹴ったのち他方の足で複数回蹴る動作を交互に繰り返す点が「走る」の動作とは異なるので、通常、「走る」とは区別されている。
「走る」ことは人間の重要な運動能力のひとつである。走ることは、実は、歩くことよりも容易である。幼児はしばしば歩く前に走ることを覚えるといっても良い。幼児は左右方向の安定を得るために下肢を左右に広げて立っているが、前後方向に対する重心の位置が不安定であるので、前方の家具や人につかまろうとして、足をすばやく前方に移動することによって、かろうじて直立位の状態を維持している。つまり幼児は直立二足歩行を学ぶために、まず、走らざるをえない、とも言える。
両足が地面から離れる時間の長さ
走る場合には、どの種類の走り方を選んでも、片方の足の接地が交互に繰り返されている。両方の足が地面から離れている瞬間（時間）の長さは、「スライド 英: slide（歩幅）」の長さが大きければ大きいほど長い。たとえば短距離走ランナーのようにスライド（歩幅）が大きい走り方の場合には、両足が地面から離れている時間は長くなる。それに対して、ジョギングのようなスライドの小さな走法では、片方の足の交互の接地がみられるだけで、両方の足が地面から離れる瞬間（時間）は短く、ほとんど無い。
- スライド（歩幅）が大きい、短距離走の走り。100m x 4人のリレー競走での全力疾走。両足先が空中に浮いている時間が比較的長いので、ランナーがまるで空中に浮いているかのように写っている。
- ジョギング的な走り。両方の足が地面から離れる瞬間（時間）は短く、ほとんど無い。

メカニズム
走っている時に地面をけって推進力を得る動作を分解してみると、まず腓腹筋(ひふくきん)や長母指屈筋などの筋収縮によってもたらされる、つまさき立ちの瞬間がある。この瞬間、つまさきが支点となり腓腹筋の腱であるアキレス腱が力点となって体重を支えている。次の瞬間、つまさきで地面を蹴りだすときには、そこに膝関節や股関節を伸ばす作用を持つ伸筋群の働きが加わる。上半身の筋肉は、走ることに影響を与えないわけではない。上半身を鍛えることは、走っている時の疲労を軽減するなどの効果があると言われている。
- 左足で「つま先立ち」になる瞬間
- 左足の「蹴りだし」
- 動画

走るときの関節への負担
走る場合は（片足で跳躍する場合と同様に）、体幹と下肢を連結する部位である股関節の　大腿骨頭に体重の約7倍以上の力がかかると言われている。
なぜそのような大きな力がかかるかというと、片側の大腿骨頭に全体重がかかるばかりでなく、その体重を支えるために、大腿骨頭の近くにある腸腰筋や中臀筋、小臀筋などの外転筋が体重のほぼ2.5倍の力で収縮して、大腿骨頭を寛骨臼に押し付けるからである。数値的に言うと、たとえば体重70kgの人が片足で立っただけで大腿骨頭には245キログラムの力が加わることになり、さらに走る場合は（また飛び上がったりする場合も）その力は2倍以上になると言われており、だから「走る場合、大腿骨頭に体重の7倍以上の力がかかる」と言われるのである。

### 進化
もともと樹上生活をしていた人間の祖先は他の動物にない二足歩行によって走る能力を獲得していった。猿人アウストラロピテクスとホモ属を比較すると、脚が長くなる・体毛が薄く排熱しやすい汗腺の発達など走りやすくなる進化を遂げた。
走ることが草食動物を追い込む狩り持久狩猟など食物の獲得や生存戦略を優位にし、それらを発達させるために人間の体は快楽を与える内因性カンナビノイド系に作用し、ランナーズハイという報酬を与えるようになった。

### 走法
- ストライド走法
- ピッチ走法
- ミッドフット走法
- ナンバ走り
- 徒競走
- 微笑み走法

## 哺乳動物の「走る」
同じ四足歩行をする動物の間でも、移動する際の脚の運び方には相違がある。

### 馬

走る馬

欧米の馬術では、馬の動作は一般的に4通りの歩容で移動する。このうち並足（なみあし、ウォーク）、速歩（はやあし、トロット）は常に地面に接触する脚があり人間で言う「歩く」に近い。人間のスキップに近い駈歩（かけあし、キャンター）、左右を揃えて駈ける襲歩（しゅうほ、ギャロップ）は「走る」のに近いと言える。

### ラクダ
アラビアではラクダの歩態は11種類に分類されるが、ラクダの「走り」はイルカール(irqal)という。馬の走りが前脚と後脚が対角で歩行する斜体歩であるのに対し、ラクダの走りは前脚後脚の左右いずれか同じ側が同時に歩行する側対歩である。

## 比喩的な用法
- 場合によっては時代を先行するような場合にも「走る」という言葉を用いる。先走るまたは、早奔るとも言う。
- 市場の動向などを競走に例えて「先頭を走る」のように使う場合もある。
- 無生物が一定の方向で帯状ないし縞状に存在することを「走る」と表現することがある。
  - この溝は南北方向に走っている。（水路のような役割があったと考えられる場合は、「流路をとる」と表現することもある。）
  - 地層の走向を調べる。
- プログラムが動作することを「走る」と表現することがあるが、これはBASICにおいて、「プログラムを実行せよ」という命令「run」が語源とされる。
- 書道での毛筆やその他筆記用具にて、「筆走りの良さ」など書き具合を表現したり、「口走る」と同様に思い立つままに書くことを「筆走る」ともいう。
- 投球が速度に乗ることを「ボールが走る」という。
- 音楽用語で、曲や演奏の一部が全体のテンポに比べて速いことを「走る」と表現することがある。

## 走ることに関する競技

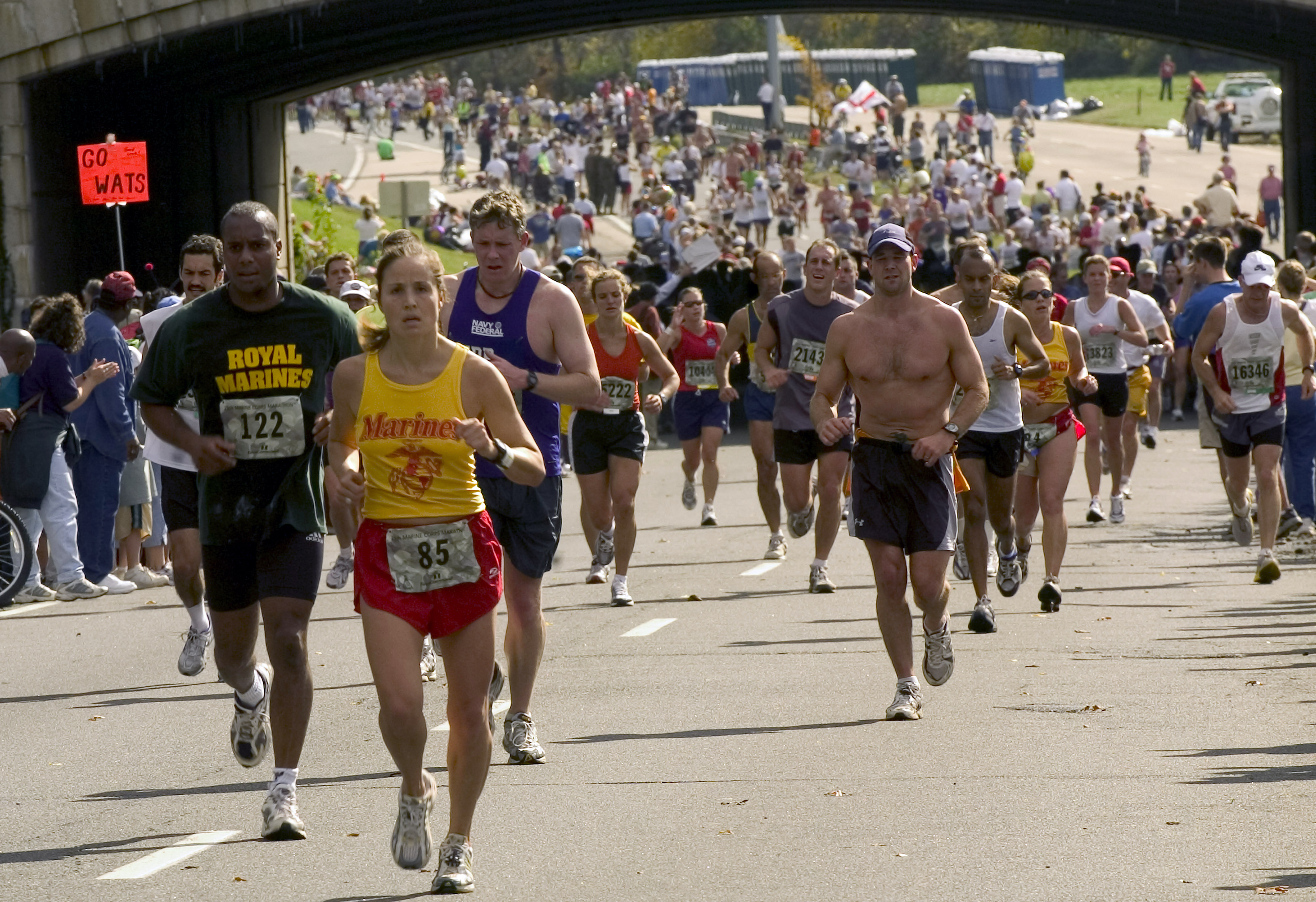
マラソン大会で走る人々

- 短距離走
  - 50メートル競走
  - 100メートル競走
  - 200メートル競走
- 長距離走
  - マラソン
  - ハーフマラソン
  - 駅伝競走

など

## 「走る」に関わる諺、慣用句
- 虫酸（虫唾）が走る
- 悪事千里を走る
- 利に走る
- 東奔西走
- 猪突猛進
- 疾風迅雷